# Os de Civís
Os de Civís är en ort i Spanien.   Den ligger i provinsen Província de Lleida och regionen Katalonien, i den nordöstra delen av landet, 500 km nordost om huvudstaden Madrid. Os de Civís ligger 1 506 meter över havet och antalet invånare är 104.
Terrängen runt Os de Civís är varierad. Runt Os de Civís är det ganska glesbefolkat, med 36 invånare per kvadratkilometer. Närmaste större samhälle är La Seu d'Urgell, 17,0 km söder om Os de Civís. I omgivningarna runt Os de Civís växer i huvudsak blandskog.